# Francisco González (Tennisspieler)
Francisco González (* 19. November 1955 in Wiesbaden, Deutschland) ist ein ehemaliger paraguayischer Tennisspieler.

## Leben
González wurde in Wiesbaden geboren, wo sein Vater als Offizier auf dem US-amerikanischen Militärstützpunkt stationiert war. Er wuchs in Puerto Rico auf und studierte an der Ohio State University, wo er in die Bestenauswahl All-American gewählt wurde.
Er wurde Ende der 1970er Jahre Tennisprofi und konnte 1979 in Sydney seinen ersten Doppeltitel auf der ATP World Tour erringen. Im selben Jahr gelang ihm ein zweiter Doppeltitel. 1980 feierte er seinen größten Karriereerfolg im Einzel, als er unter anderem durch einen Sieg über den hochfavorisierten Jimmy Connors das Finale des Masters-Turniers von Cincinnati erreichte, dort aber Harold Solomon unterlag. Nach einem wenig erfolgreichen Jahr 1981 gewann er im darauf folgenden Jahr an der Seite von Matt Mitchell seinen dritten Doppeltitel, sein bestes Einzelergebnis war die Halbfinalteilnahme bei den Japan Open. 1983 konnte er vier Doppeltitel erringen, im darauf folgenden Jahr weitere drei weitere, darunter die Cincinnati Masters. Zudem stand er in diesem Jahr in seinem zweiten Einzelfinale, unterlag jedoch in Brisbane gegen Eliot Teltscher.
1985 erreichte er mit Paula Smith das Mixed-Finale bei den French Open, verlor dort aber gegen Navrátilová/Günthardt in drei Sätzen. 1986 stand er im Doppelfinale dreier weitere Turniere, er konnte jedoch keine weiteren Turniersiege mehr erringen. Insgesamt gewann er im Laufe seiner Karriere zehn ATP-Doppeltitel, weitere zehn Mal stand er in einem Doppelfinale. Seine höchste Notierung in der Tennis-Weltrangliste erreichte er 1978 mit Position 49 im Einzel sowie 1984 mit Position 24 im Doppel.
Sein bestes Einzelresultat bei einem Grand-Slam-Turnier war die Achtelfinalteilnahme in Wimbledon 1981. In der Doppelkonkurrenz erreichte er jeweils das Viertelfinale der Australian Open, der French Open und der US Open, in Wimbledon stieß er zwei Mal ins Achtelfinale vor.
González spielte zwischen 1982 und 1989 für die paraguayische Davis-Cup-Mannschaft. Zusammen mit Víctor Pecci gelang durch Gruppensiege gegen Peru, Uruguay und Ecuador der Sieg in der Südamerika-Gruppe. Im anschließenden Entscheidungsspiel gegen den Sieger der Nordamerika-Gruppe Kanada qualifizierten sie sich für die Weltgruppe, wo sie in den nächsten drei Jahren jeweils ins Viertelfinale vordrangen. Zu seinen größten Erfolgen mit der Mannschaft gehörten Einzelsiege über  Andrés Gómez, Tomáš Šmíd und Henri Leconte, sowie ein Sieg über das schwedische Doppel aus Stefan Edberg und Anders Järryd.

## Erfolge
| Legende                       |
| Grand Slam                    |
| Tennis Masters Cup            |
| ATP Masters Series (2)        |
| ATP International Series Gold |
| ATP International Series (8)  |
| ATP Challenger Series (3)     |

### Einzel

#### Turniersiege
| Nr. | Datum         | Turnier    | Belag     | Finalgegner  | Ergebnis |
| --- | ------------- | ---------- | --------- | ------------ | -------- |
| 1.  | 19. Juni 1978 | Shreveport | Hartplatz | Marcelo Lara | 7:6, 6:2 |

#### Finalteilnahmen
| Nr. | Datum           | Turnier    | Belag       | Finalgegner     | Ergebnis      |
| --- | --------------- | ---------- | ----------- | --------------- | ------------- |
| 1.  | 18. August 1980 | Cincinnati | Hartplatz   | Harold Solomon  | 6:7, 3:6      |
| 2.  | 1. Oktober 1984 | Brisbane   | Teppich (i) | Eliot Teltscher | 6:3, 3:6, 4:6 |

### Doppel

#### Turniersiege

##### ATP Tour
| Nr. | Datum             | Turnier      | Belag     | Partner         | Finalgegner                      | Ergebnis      |
| --- | ----------------- | ------------ | --------- | --------------- | -------------------------------- | ------------- |
| 1.  | 15. April 1979    | Tulsa        | Hartplatz | Eliot Teltscher | Colin Dibley Tom Gullikson       | 6:7, 7:5, 6:3 |
| 2.  | 21. Oktober 1979  | Sydney       | Hartplatz | Rod Frawley     | Vijay Amritraj Pat DuPré         | Aufgabe       |
| 3.  | 4. Oktober 1982   | Melbourne    | Teppich   | Matt Mitchell   | Syd Ball Rod Frawley             | 7:6, 7:6      |
| 4.  | 9. Mai 1983       | Florenz      | Sand      | Víctor Pecci    | Dominique Bedel Bernard Fritz    | 4:6, 6:4, 7:6 |
| 5.  | 16. Mai 1983      | Rom          | Sand      | Víctor Pecci    | Jan Gunnarsson Mike Leach        | 6:2, 6:7, 6:4 |
| 6.  | 6. Juni 1983      | Venedig      | Sand      | Víctor Pecci    | Steve Krulevitz Zoltán Kuhárszky | 6:1, 6:2      |
| 7.  | 6. August 1984    | Cleveland    | Hartplatz | Matt Mitchell   | Marty Davis Chris Dunk           | 7:6, 7:5      |
| 8.  | 20. August 1984   | Cincinnati   | Hartplatz | Matt Mitchell   | Sandy Mayer Balázs Taróczy       | 4:6, 6:3, 7:6 |
| 9.  | 1. Oktober 1984   | Brisbane     | Teppich   | Matt Mitchell   | Broderick Dyke Wally Masur       | 6:7, 6:2, 7:5 |
| 10. | 19. November 1984 | Johannesburg | Sand      | Tracy Delatte   | Steve Meister Eliot Teltscher    | 7:6, 6:1      |

##### Challenger Tour
| Nr. | Datum           | Turnier      | Belag | Partner            | Finalgegner                   | Ergebnis      |
| --- | --------------- | ------------ | ----- | ------------------ | ----------------------------- | ------------- |
| 1.  | 3. Juli 1978    | Raleigh      | Sand  | Christopher Sylvan | John Sadri Tom Csipkay        | 6:2, 3:6, 6:3 |
| 2.  | 19. Januar 1987 | Viña del Mar | Sand  | Víctor Pecci       | José López Maeso Alberto Tous | 3:6, 6:3, 6:1 |

#### Finalteilnahmen
| Nr. | Datum             | Turnier   | Belag       | Partner          | Finalgegner                 | Ergebnis      |
| --- | ----------------- | --------- | ----------- | ---------------- | --------------------------- | ------------- |
| 1.  | 19. August 1979   | Cleveland | Hartplatz   | Fred McNair      | Bob Lutz Stan Smith         | 3:6, 4:6      |
| 2.  | 7. Oktober 1979   | Maui      | Hartplatz   | Rod Frawley      | John Lloyd Nick Saviano     | 5:7, 4:6      |
| 3.  | 7. Oktober 1979   | Tokio     | Sand        | Rod Frawley      | Colin Dibley Pat DuPré      | 6:3, 1:6, 1:6 |
| 4.  | 13. April 1980    | Tulsa     | Hartplatz   | Van Winitsky     | Bob Lutz Dick Stockton      | 6:2, 6:7, 2:6 |
| 5.  | 3. Oktober 1982   | Maui      | Hartplatz   | Bernard Mitton   | Mike Cahill Eliot Teltscher | 4:6, 4:6      |
| 6.  | 21. November 1982 | Dortmund  | Teppich (i) | Mike Cahill      | Pavel Složil Tomáš Šmíd     | 2:6, 7:6, 1:6 |
| 7.  | 10. März 1986     | Metz      | Teppich     | Michiel Schapers | Wojciech Fibak Guy Forget   | 6:2, 2:6, 4:6 |
| 8.  | 30. März 1986     | Chicago   | Teppich (i) | Eddie Edwards    | Ken Flach Robert Seguso     | 0:6, 5:7      |
| 9.  | 13. Juli 1986     | Newport   | Rasen       | Eddie Edwards    | Vijay Amritraj Tim Wilkison | 6:4, 5:7, 5:7 |